# Puścizna Rękowiańska
Puścizna Rękowiańska – torfowisko pomiędzy miejscowościami Czarny Dunajec i Załuczne w województwie małopolskim, w powiecie nowotarskim, gminie Czarny Dunajec. Pod względem geograficznym jest to region Kotliny Nowotarskiej. Torfowisko znajduje się po prawej stronie drogi z Czarnego Dunajca do Piekielnika, na średniej wysokości 660 m. Najniżej położone miejsce znajduje się na wysokości 653 m.

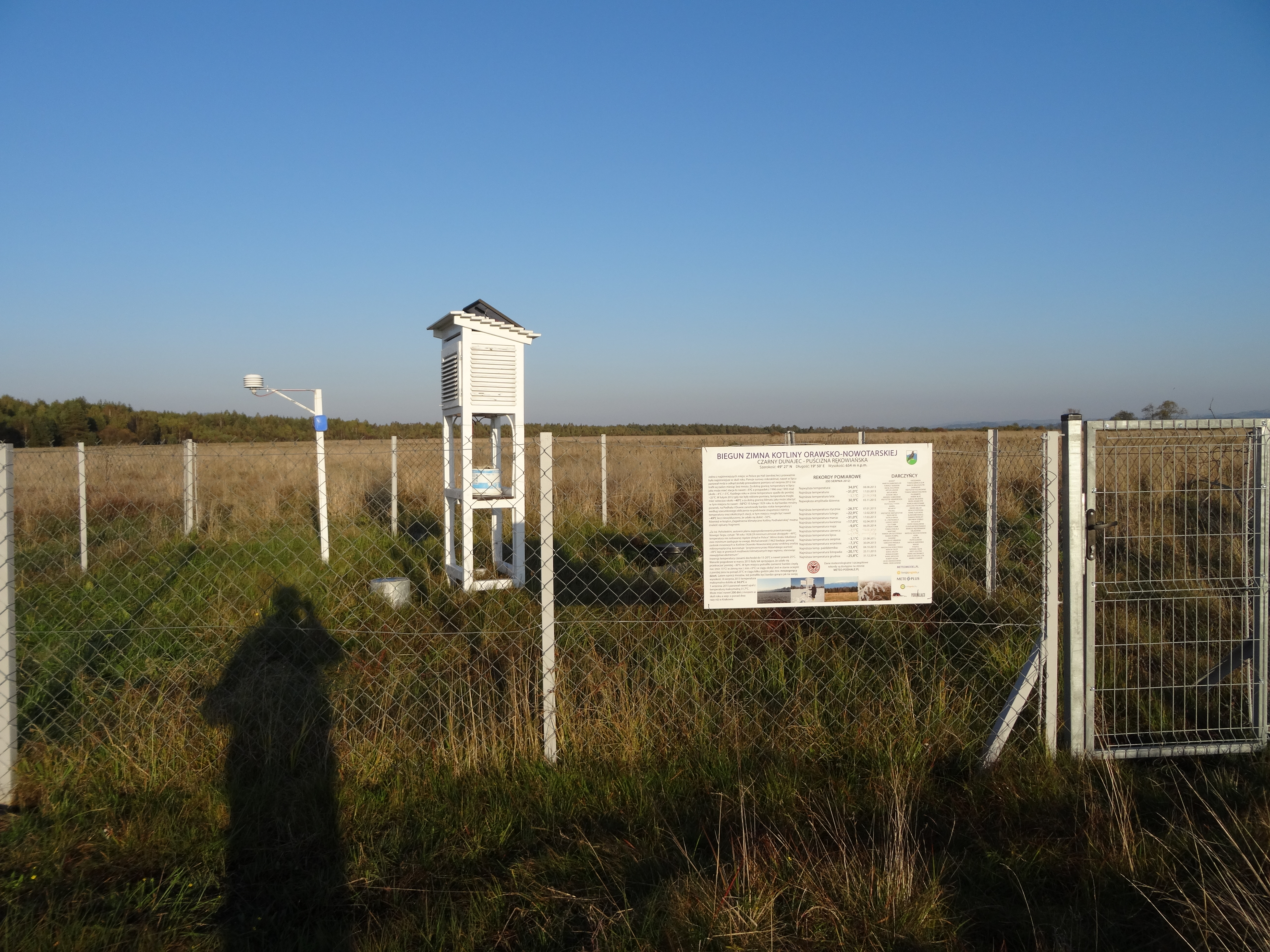
Stacja meteorologiczna na Puściźnie Rękowiańskiej

Puścizna Rękowiańska ma powierzchnię około 260 ha. Po ustąpieniu lodowca cała Kotlina Orawsko-Nowotarska pokryta była rozlewiskami i młakami, które stopniowo zamulane były niesionymi przez wodę osadami, tworzącymi stożki napływowe. Podlegały one równocześnie zarastaniu, w którym wielki udział miał mech torfowiec. Z jego obumarłych szczątków tworzył się torf. Zarastanie to zaczęło się około 10–11 tysięcy lat temu. Rocznie przybywa około 1 mm torfu. Torfowiska tworzą specyficzne warunki życia dla roślin. Charakteryzują się one bardzo kwaśnym odczynem gleby, dużą wilgotnością i ubóstwem składników pokarmowych. W takich warunkach na torfowiskach rozwijają się specyficzne, charakterystyczne dla tych fitocenoz gatunki roślin. Na torfowiskach Kotliny Nowotarskiej rosną rośliny charakterystyczne głównie dla niżu, w innych częściach Karpat natomiast bardzo rzadkie. Na Puściźnie Rękowiańskiej stwierdzono występowanie takich gatunków jak: bagno zwyczajne, grzybienie białe, jeżogłówka najmniejsza, modrzewnica pospolita, pływacz drobny, pływacz zwyczajny, przygiełka biała, rdestnica alpejska, rosiczka długolistna, siedmiopalecznik błotny, turzyca nitkowata, turzyca pchla, wełnianka delikatna. Z rzadkich gatunków ptaków występuje tu cietrzew zwyczajny (obserwowano 7–8 jego stałych tokowisk).
Dawniej na Puściźnie Rękowiańskiej eksploatowano torf. Po wejściu w życiu ustawy, traktującej go jako kopalinę, której wydobycie jest możliwe tylko po uzyskaniu koncesji, eksploatacja torfu znacznie się zmniejszyła, jednak nadal nielegalnie jest on tutaj na niewielką skalę wydobywany. Na obszarze Kotliny Orawsko-Nowotarskiej utworzono obszar ochrony Natura 2000 pod nazwą „Torfowiska Orawsko-Nowotarskie”.

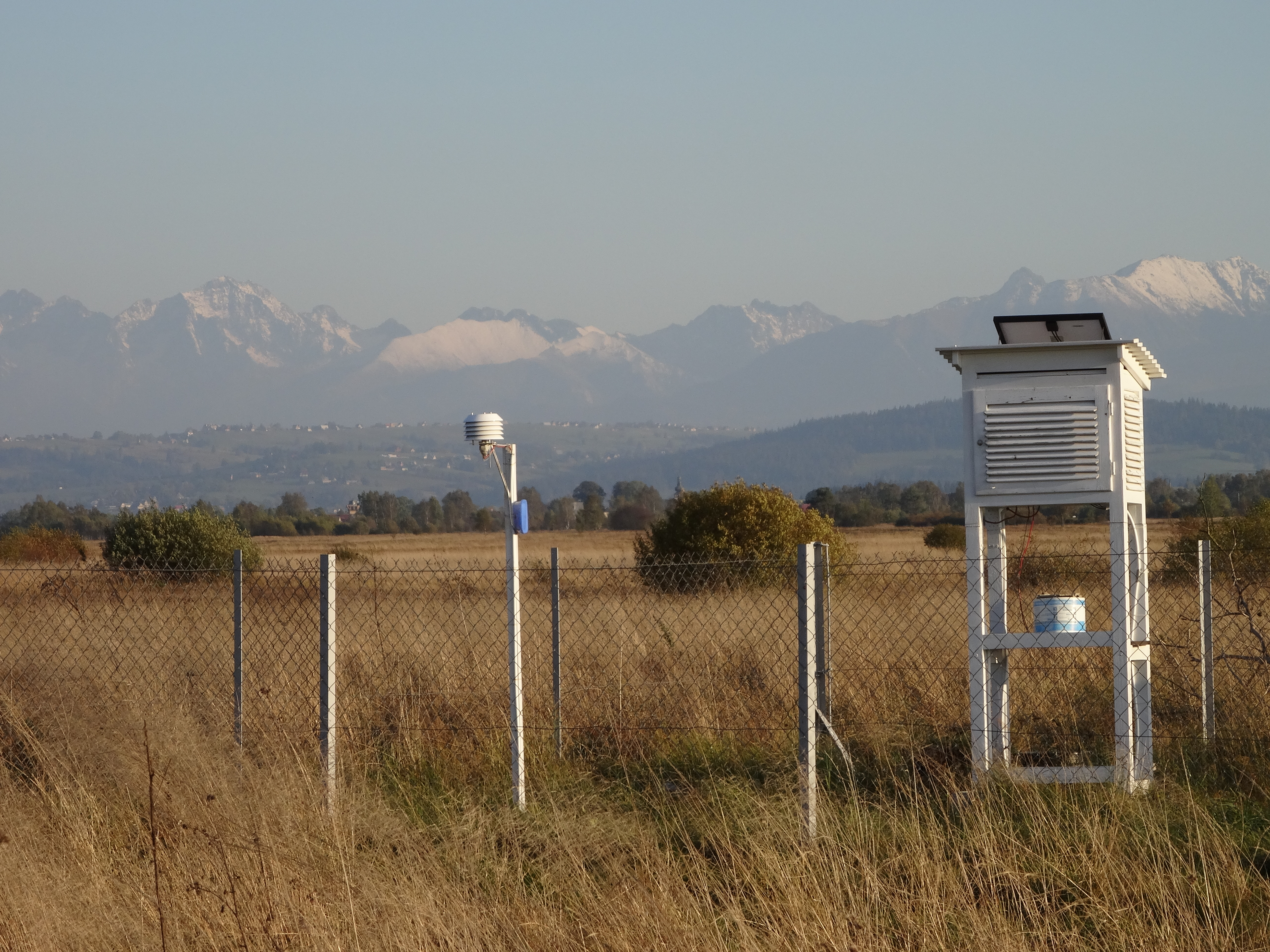
Stacja meteorologiczna na Puściźnie Rękowiańskiej z widokiem na Tatry

Przez Puściznę Rękowiańską płyną dwa niewielkie potoki – Uboczańska i Dudowiec; obydwa są dopływami Piekielnika. Po zachodniej stronie Puścizny Rękowiańskiej znajduje się drugie torfowisko – Baligówka. Obrzeżami obydwu tych torfowisk, wzdłuż potoku Piekielnik, prowadzi ścieżka edukacyjna z 13 przystankami.

## Klimat
Na Puściźnie Rękowiańskiej panuje surowy klimat z częstymi mrozami. Mieści się tam stacja meteorologiczna, która notowała skrajnie niskie temperatury w każdym miesiącu. Nawet latem temperatura potrafi spadać poniżej zera; przykładowo 8 lipca 2016 zanotowano –1,9 °C, a 8 stycznia 2017 –39,8 °C. Miejsce znane jest również ze skrajnych amplitud dziennych, przekraczających nawet 30 °C; przykładowo 3 listopada 2015 wyniosła ona 30,9 °C, a 21 kwietnia 2018 30,1 °C. Ze względu na niskie temperatury Puścizna Rękowiańska uważana jest za biegun zimna Kotliny Orawsko-Nowotarskiej, a także jedno z najzimniejszych miejsc w Polsce.